# Andy Nägelein
Andreas Hannes Ling Fung Nägelein, ou simplement Andy Nägelein, né le 5 octobre 1981 à Hong Kong, est un footballeur international hongkongais au poste de milieu défensif. Il possède également la nationalité allemande. 
Il compte neuf sélections en équipe nationale depuis 2013.

## Biographie

### Carrière internationale
Andy Nägelein est convoqué pour la première fois par le sélectionneur national Kim Pan-gon pour un match des éliminatoires de la Coupe d'Asie 2015 face aux Émirats arabes unis le 1er juin 2012 (défaite 4-0).
Il compte 9 sélections et zéro but avec l'équipe de Hong Kong depuis 2013.